# Маккой-Мисик, Лизарэй
Ли́зарэй Макко́й-Ми́сик (англ. LisaRaye McCoy-Misick; 23 сентября 1966, Чикаго, Иллинойс, США) — американская актриса, фотомодель и модельер.

## Биография
Лизарэй Маккой родилась 23 сентября 1967 года в Чикаго (штат Иллинойс, США) в семье бизнесмена и модели американского и афроамериканского происхождения Кэти Маккой (умерла от рака в 2012 году). У неё есть младшая сводная сестра — рэп-исполнительница Da Brat (род. 1974).

## Карьера
Лизарэй начала свою карьеру в 1994 году в качестве модели.
Начиная с 1996 года, Лизарэй снимается в кино. В 2007 году она была номинирована на премию NAACP Image Award в номинации «Выдающаяся актриса второго плана в телесериале» за роль Ниси Джеймс из телесериала «Всё о нас», в котором снималась в 2003—2007 годах.
Лизарэй также является модельером.

## Личная жизнь
В 1989—1990 года Лизарэй состояла в фактическом браке с Кенджи Пейсом. В этих отношениях она родила своего первенца — дочь Кэй Морэй Пейс (род. 1989).
В 1992—1994 года Лизарэй была замужем за футболистом Тони Мартином (род.1965).
В 2006—2008 года Лизарэй была замужем за политиком Майклом Мисиком (род. 1966).